# Кедев, Сашко
Сашко Кедев (макед. Saško Kedev; род. 6 июля 1962, Штип) — государственный и политический деятель Северной Македонии. Доктор медицинских наук, является членом политической партии ВМРО-ДПМНЕ.

## Биография
Родился в Штипе и окончил среднюю школу в своём родном городе. По образованию врач-кардиолог. С 1991 по 1993 год был специалистом в клинике в Бетесде (США), доцентом медицинского факультета в университете Святых Кирилла и Мефодия в Скопье. Сертифицированный кардиолог в Европейском союзе и в США. С 1999 по 2003 год был директором кардиологической клиники. Живёт в Скопье.
С 2002 по 2006 год был членом Собрания Северной Македонии. В апреле 2004 года был кандидатом в президенты, но проиграл во втором туре социалисту Бранко Црвенковскому. 19 мая 2009 года Сашко Кедев поднялся на Джомолунгму, став третьим гражданином Республики Македонии, покорившим высочайшую вершину в мире.
Женат на Диане Кедевой, которая работает неврологом и доцентом медицинского факультета в Скопье. Имеет две дочери.